# Деър (окръг, Северна Каролина)
Окръг Деър (на английски: Dare County) е окръг в щата Северна Каролина, Съединени американски щати. Площта му е 4046 km², а населението – 35 964 души (2016). Административен център е град Мантио.